# Iraella hispanica
Iraella hispanica är en stekelart som beskrevs av Nieves-aldrey 2005. Iraella hispanica ingår i släktet Iraella och familjen gallsteklar. Inga underarter finns listade i Catalogue of Life.